# Daniel Ghiță
Daniel Ghiță (Bucarest, 22 aprile 1981) è un kickboxer e politico romeno.
È sotto contratto con la prestigiosa promozione singaporiana Glory nella quale ha combattuto per il titolo dei pesi massimi nel 2014 venendo sconfitto da Rico Verhoeven, ed è stato finalista nei tornei dei pesi massimi del 2012 e del 2013, perdendo rispettivamente contro Semmy Schilt e Rico Verhoeven; per i ranking dell'organizzazione è il contendente numero 1 tra i pesi massimi.
È stato l'ultimo campione dei pesi massimi It's Showtime ed ha militato in altre importanti organizzazioni di kickboxing quali K-1 e FFC.
Si qualificò ai tornei K-1 del 2009 e del 2010, venendo poi sconfitto rispettivamente da Semmy Schilt (ottavi di finale) e da Gökhan Saki (quarti di finale).
È stato campione anche nella promozione romena Local Kombat.
Vanta un record in K-1 per aver vinto un torneo dell'organizzazione al meglio dei tre incontri in soli 5 minuti e 15 secondi, ovvero quando vinse le qualificazioni per il K-1 World Grand Prix del 2009; il precedente record era stato stabilito da Peter Aerts nel 1998 quando vinse il K-1 World Grand Prix mettendo KO i suoi tre avversari con un tempo totale di 6:43.
Si allena con il team Seconds Out ad Almere, nei Paesi Bassi.
In carriera vanta importanti vittorie su Sergei Kharitonov, Errol Zimmerman (2 volte), Hesdy Gerges, Jamal Ben Saddik e Anderson Silva.
Lavora anche per la SPP come guardia del corpo del presidente romeno.
In seguito alle elezioni parlamentari in Romania del 2020 fu eletto deputato nelle liste del Partito Social Democratico.